# 呪いのシャ・ナ・ナ・ナ/GOBLIN'S SCALE
「呪いのシャ・ナ・ナ・ナ/GOBLIN'S SCALE」（のろいのシャ・ナ・ナ・ナ/ゴブリンズ スケイル）は、日本のヘヴィメタルバンド・聖飢魔IIの小教典（シングル）。両A面シングルとして魔暦18年（2016年）6月15日に発布された。
「呪いのシャ・ナ・ナ・ナ」のミュージック・ビデオには構成員が魔界に帰還中のため出演できず、代わりに山村貞子・佐伯伽椰子・佐伯俊雄・エグスプロージョン・ひとりでできるもんが出演している。

## タイアップ
- 呪いのシャ・ナ・ナ・ナ
  - 映画『貞子vs伽椰子』主題歌[1][2][3]
- GOBLIN'S SCALE
  - ワールドプロレスリングの2016年6・7月度のファイティングミュージック

## 収録曲
1. 呪いのシャ・ナ・ナ・ナ
作詞：H.E. Demon Kakka、作曲：S.G. Luke Takamura、編曲：SEIKIMA II
2. GOBLIN'S SCALE
作詞：H.E. Demon Kakka、作曲：E.M. Jail O'hashi、編曲：SEIKIMA II
3. SADAKO vs. KAYAKO - THE CURSE OF SHANA・NA・NA - 
歌詞翻訳：H.E. Demon Kakka・Bob Dyer
「呪いのシャ・ナ・ナ・ナ」の英語版。
4. 呪いのシャ・ナ・ナ・ナ（オリジナル・カラオケ）
5. GOBLIN'S SCALE（オリジナル・カラオケ）
6. SADAKO vs. KAYAKO - THE CURSE OF SHANA・NA・NA -（オリジナル・カラオケ）